# Перегрузка процедур и функций
Перегрузка процедур и функций — возможность использования одноимённых подпрограмм: процедур или функций в языках программирования.

## Причина появления
В большинстве ранних языков программирования, чтобы упростить процесс перевода, существовало ограничение, согласно которому в программе одновременно могло быть доступно не более одной процедуры с одинаковым названием, в соответствии с этим ограничением все процедуры, видимые в данной точке программы, должны иметь разные имена
Названия процедур и функций, которые являются частью языка программирования, не могут использоваться программистом для присвоения имён своим собственным подпрограммам.

## Реализация
Для того чтобы иметь возможность использовать несколько вариантов подпрограммы с одним и тем же именем, но с разным числом аргументов или другими типами аргументов (то есть с разной сигнатурой, так как список аргументов — часть сигнатуры), вводится перегрузка подпрограмм. Такая перегрузка возможна в рамках процедурной парадигмы, без применения объектно-ориентированного программирования.
При трансляции происходит контроль одноимённых процедур и функций, чтобы они различались по сигнатуре, так как в этом случае транслятор может однозначно определить вызов нужной подпрограммы.
Чтобы исключить ошибку программиста, давшего случайно имя подпрограмме, которое уже используется, вводится дополнительное требование написания ключевого слова. Так сделано, например, в языке Delphi (ключевое слово overload).

## Правила перегрузки функции
Перегружаемые функции имеют одинаковое имя, но разное количество или типы аргументов.
Это разновидность статического полиморфизма, при которой вопрос о том, какую из функций вызвать, решается по списку её аргументов. Этот подход применяется в статически типизированных языках, которые проверяют типы аргументов при вызове функции. Перегруженная функция фактически представляет собой несколько разных функций, и выбор подходящей происходит на этапе компиляции.
Перегрузку функций не следует путать с формами полиморфизма, где правильный метод выбирается во время выполнения, например, посредством виртуальных функций, а не статически.
Пример: перегрузки функций в C++
```
main
()

{

    
cout
<<
volume
(
10
);

    
cout
<<
volume
(
2.5
,
8
);

    
cout
<<
volume
(
100
,
75
,
15
);

}

 

// volume of a cube

int
 
volume
(
int
 
s
)

{

    
return
(
s
*
s
*
s
);

}

 

// volume of a cylinder

double
 
volume
(
double
 
r
,
int
 
h
)

{

    
return
(
3.14
*
r
*
r
*
h
);

}

 

// volume of a cuboid

long
 
volume
(
long
 
l
,
int
 
b
,
int
 
h
)

{

    
return
(
l
*
b
*
h
);

}

```

В приведенном выше примере объем различных компонентов рассчитывается с использованием вызовов разных функций «volume» с аргументами, различающимися по типу данных или их количеству.
Пример: перегрузки функций на языке Nim.
```
proc
 
overload
(
x
:
 
int
)
=

  
echo
 
"string int"

proc
 
overload
(
x
:
 
float
)
=

  
echo
 
"string float"

overload
(
1
)
 
# напечатает "string int"

overload
(
1.1
)
 
# напечатает "string float"

```

## Перегрузка конструктора
Конструкторы, используемые для создания экземпляров объектов, также могут быть перегружены в некоторых объектно-ориентированных языках программирования. Из-за того, что во многих языках название конструктора предопределено именем класса, может показаться, что может существовать только один конструктор. Всякий раз, когда требуются несколько конструкторов, они реализованы в виде перегруженных функций. Конструктор по умолчанию не принимает параметров, экземпляр объекта — члены с нулевым значением. [ 1 ] Например, конструктор по умолчанию для объекта bill в ресторане написана на C++ может установить Tip до 15 %:
```
Bill
()

{
 

    
tip
 
=
 
15.0
;
 

    
total
 
=
 
0.0
;
 

}

```

Недостатком является то, что он делает два шага, чтобы изменить значение созданного Bill объекта. Ниже показано создание и изменение значений в рамках основной программы:
```
Bill
 
cafe
;

cafe
.
tip
 
=
 
10.00
;

cafe
.
total
 
=
 
4.00
;

```

Через перегрузку конструктора можно было бы передать чаевые и общем качестве параметров при создании. Пример показывает перегруженный конструктор с двумя параметрами:
```
Bill
(
double
 
setTip
,
 
double
 
setTotal
)

{
 

    
tip
 
=
 
setTip
;
 

    
total
 
=
 
setTotal
;
 

}

```

Теперь функция, которая создает новый объект Bill, может передавать два значения в конструктор и устанавливать элементы данных в один шаг. Ниже показано создание и установка значений:
```
Bill
 
cafe
(
10.00
,
 
4.00
);

```

Это может быть полезно для повышения эффективности программ и уменьшения размера кода.

## Предостережения
Многократная перегрузка процедуры или функции может затруднить разработчикам понимание, какая из перегрузок в какой момент используется.

## Ресурсоёмкость
Возможность перегрузки имён процедур и функций в программе определяется возможностями синтаксического анализа компилятора и требованиями стандарта языка их написания. Синтаксический анализ заключается в сопоставлении вызова перегруженной функции с конкретной функцией (с конкретной сигнатурой) и не влияет на ресурсоёмкость программы и время её выполнения.
Размер откомпилированного кода программы при использовании перегрузки функции вместо функции с произвольным количеством аргументов увеличивается (вместо одной процедуры с переменным количеством аргументов компилируется несколько, для конкретного количества), но взамен увеличивается и производительность программы при вызове процедуры, которая описана как перегруженная (не производится анализ типов и других вычислительных операций во время выполнения программы). Так, например, в библиотеке STL языка C++ часто используемые функции с переменным количеством аргументов заменены перегрузками.